# László Ranódy
László Ranódy (14 settembre 1919 – Budapest, 14 ottobre 1983) è stato un regista ungherese.

## Filmografia
- Lúdas Matyi
- Föltámadott a tenger
- Hintónjáró szerelem
- Szakadék
- A tettes ismeretlen
- Akiket a pacsirta elkísér
- Légy jó mindhalálig
- Pacsirta (1965)